# De prinses en de kikker
De prinses en de kikker (oorspronkelijke titel The Princess and the Frog) is een Amerikaanse animatiefilm uit 2009 van Walt Disney Pictures. Het verhaal is losjes gebaseerd op het boek The Princess and the Frog van E.D. Baker, dat weer is geïnspireerd door het sprookje De kikkerkoning. Het is de 49e animatiefilm van Walt Disney en hun eerste traditionele animatiefilm sinds Paniek op de prairie.
De film werd geregisseerd door John Musker en Ron Clements, regisseurs van onder andere De kleine zeemeermin en Piratenplaneet, met liedjes geschreven en gecomponeerd door Randy Newman en met de Engelse stemmen van Anika Noni Rose (als prinses Tiana), Oprah Winfrey, Keith David, Jim Cummings, John Goodman, Jenifer Lewis, Bruno Campos, Michael-Leon Wooley, Peter Bartlett en Terrence Howard.
De film kwam in de Verenigde Staten in december 2009 in de bioscoop; de Vlaamse première was op 30 januari 2010 en de Nederlandse op 3 februari dat jaar.
De Nederlandstalige nasynchronisatie kent zowel een Vlaamse als een Nederlandse versie, ook konden Nederlandse/Vlaamse kijkertjes via de website van Disney Channel auditie doen voor de stem van kleine Charlotte. De Vlaamse en Nederlandse winnaars mogen de stem echt inspreken. Op 4 december 2009 werden de winnaresjes bekendgemaakt.

## Verhaal
New Orleans 1912. Een vrouw vertelt haar dochter, Tiana, en een vriendinnetje van haar dochter, de rijkelijke en verwende Charlotte La Bouff, het verhaal over de kikkerprins. Charlotte vindt het een romantisch verhaal, terwijl Tiana verkondigt dat ze nooit een kikker zou kussen. Jaren gaan voorbij, en Tiana wordt een mooie jonge vrouw met twee banen zodat ze geld kan sparen om haar eigen restaurant te starten, haar vaders droom.
Elders komt Prins Naveen in New Orleans aan, vanuit zijn thuisland Maldonië. Naveens ouders geven hem geen geld meer omdat hij zo’n extravagante levensstijl heeft; zodoende moet hij óf een baan zien te krijgen óf iemand trouwen die onafhankelijk en rijk is, zo iemand als Charlotte. Eli 'Big Daddy' La Bouff, Charlottes vader, geeft een gemaskerd bal ter ere van Naveen. Charlotte huurt Tiana in om beignets te maken voor het bal en ze geeft Tiana precies genoeg geld zodat Tiana uiteindelijk de oude suikermolen kan kopen die ze wilde gebruiken als restaurant. 
In de tussentijd zijn Naveen en zijn knecht Lawrence de kwaadaardige Dr. Facilier tegengekomen, een voodoo dokter. Hij nodigt hen uit in zijn huis, en hij overtuigt ze dat hij al hun dromen kan waarmaken. Niemand krijgt echter wat hij verwacht: Naveen verandert in een kikker en Lawrence krijgt een ketting waardoor hij verandert in Naveen. Facilier zegt tegen Lawrence dat hij met Charlotte moet trouwen, waarna hij haar vader moet vermoorden om zo diens fortuin te erven.
Op het bal flirt Charlotte met “Naveen” terwijl Tiana erachter komt dat zij de molen zou kunnen verliezen door een hogere bieder. En alsof het allemaal nog niet erger kon is haar kostuum per ongeluk kapotgegaan. Charlotte geeft Tiana een prinsessenkostuum en een tiara zodat zij terug naar het bal kan gaan. Wanneer Charlotte teruggaat naar het feest, vertelt Tiana nog een wens tegen de avondster, waarna er een kikker naast haar op het balkon verschijnt. De kikker is Naveen, die Tiana vraagt (omdat hij denkt dat zij een echte prinses is) om hem te kussen zodat Faciliers vloek wordt verbroken. Tiana vindt het goed, in ruil voor het geld wat zij nodig heeft om de andere koper voor de molen uit te kopen. Maar, in plaats van het veranderen van Naveen in een mens, verandert Tiana in een kikker.
Wanneer het paar uit een moeras ontsnapt, ontmoeten ze Louis, een trompetspelende alligator, die ernaar verlangt om een mens te zijn, en Ray, een hopeloos romantische vuurvlieg, die verlangt naar een sprankelend licht wat hij noemt ‘Evangeline’. Zij bieden zich aan om ze naar de goede voodoopriesteres te brengen, Mama Odie, die hun vloek kan verbreken. Tijdens de reis krijgen Tiana en Naveen gevoelens voor elkaar. In de tussentijd maakt Facilier een deal met de voodoo geesten: wanneer zij voor hem Naveen vinden, krijgen zij de zielen van de mensen in New Orleans.
Mama Odie vertelt de kikkers dat Naveen een prinses moet kussen zodat zij weer mens worden. Tiana en haar vrienden gaan terug naar New Orleans om Charlotte te vinden, die tot middernacht prinses van de Mardi Gras Parade is. Naveen vertelt Ray dat hij van Tiana houdt en dat hij bereid is zijn dromen op te geven voor haar, maar nog voordat hij dat tegen Tiana kan zeggen, wordt hij meegenomen door de demonen naar Facilier.
Nadat Ray Tiana vertelt dat Naveen van haar houdt, gaat Tiana naar de Mardi Gras Parade om “Naveen” (die eigenlijk Lawrence is) te vinden die op het punt staat om Charlotte te trouwen. Tiana gaat naar een kerkhof om alleen te zijn, terwijl Ray en Louis erin slagen om de echte Naveen te redden en de ketting te stelen. Ray vindt Tiana en geeft haar de ketting. Hij probeert de demonen af te weren zodat Tiana kan ontsnappen, maar Dr. Facilier verwondt hem dodelijk. Facilier vindt Tiana en biedt haar aan om haar restaurantdroom waar te maken, in ruil voor de ketting. Ze realiseert zich dat ze liever bij Naveen wil zijn, dus Tiana weigert en ze gebruikt haar tong om de ketting te grijpen van Facilier en om hem kapot te maken. De boze geesten willen Facilier zelf om de schulden te betalen en ze nemen hem voor altijd mee in hun wereld.
Naveen vertelt de situatie tegen een verbijsterde Charlotte wanneer Tiana hen beiden vindt. Tiana onthult dat zij van Naveen houdt en dat zij de rest van haar dagen als een kikker met hem zou willen doorbrengen. Daarop zegt Charlotte dat ze Naveen toch wel wil kussen, zodat ze als mensen bij elkaar kunnen zijn. Maar de klok heeft al twaalf uur geslagen voordat zij hem heeft kunnen kussen. Dan komt Louis eraan, met in zijn handen een stervende Ray. Ondanks alles spreekt Ray zijn gelukswensen uit voor de twee net voordat hij doodgaat. Dan wordt er een begrafenis gehouden voor Ray, en daarna schijnt er een ster heel fel naast de ster ‘Evangeline'.
Tevreden over hun leven als kikkers, worden ze gehuwd door Mama Odie. Wanneer zij kussen veranderen ze beiden in mensen, want door hun huwelijk is Tiana ook prinses geworden. De twee keren terug naar New Orleans waar iedereen het huwelijk viert en Tiana en Naveen kopen uiteindelijk het restaurant. “Tiana’s Paleis” houdt een gala-opening, onder twee prachtig schijnende avondsterren.

## Rolverdeling
| Naam                          | Informatie | Originele stemmen    | Nederland             | Vlaanderen               |
| ----------------------------- | --- | -------------------- | --------------------- | ------------------------ |
| Tiana                         | De 19-jarige heldin van de film (hoofdrolspeelster)                                                            | Anika Noni Rose      | Linda Wagenmakers     | Sandrine Van Handenhoven |
| Kleine Tiana                  | Tiana als klein meisje                                                                                         | Elizabeth Dampier    | Tara Hetharia         | Luna de Meulenaere       |
| Charlotte La Bouff            | Een 18-jarige verwende diva en Tiana's beste vriendin                                                          | Jennifer Cody        | Georgina Verbaan      | Eline De Munck           |
| Kleine Charlotte              | Charlotte La Bouff vroeger toen ze klein was                                                                   | Breanna Brooks       | Isabel Immerzeel      | Bo van der Zwalmen       |
| Dr. Facilier / The Shadow Man | Een bladlezer en voodoo-priester. Hij is de slechterik van de film en een heks-dokter.                         | Keith David          | Stanley Burleson      | Ruben Block              |
| Mama Odie                     | Een 197 jaar oude, goede voodoo-priesteres die in de film dient als de goede fee                               | Jenifer Lewis        | Ruth Jacott           | An Nelissen              |
| Ray                           | Een hopeloos verliefde vuurvlieg                                                                               | Jim Cummings         | Jerrel Houtsnee       | Dirk van der Merlen      |
| Louis                         | Een jazz zingende alligator die komisch en sterk is en trompet speelt                                          | Michael-Leon Wooley  | Marcel Jonker         | Roel Vanderstukken       |
| JuJu                          | Mama Odies huisdier, een slang                                                                                 | Dee Bradley Baker    |                       |                          |
| Prins Naveen                  | Een 20-jarige prins, die voor de jazzmuziek naar New Orleans komt en op wie Tiana en Charlotte verliefd worden | Bruno Campos         | Jeroen van der Boom   | Stan Van Samang          |
| Lawrence                      | Hulp van prins Naveen                                                                                          | Peter Bartlett       | Hein Boele            | Hubert Damen             |
| Eli "Big Papa" La Bouff       | Volslanke, rijke vader van Charlotte                                                                           | John Goodman         | Leo Richardson        | Ivan Pecnik              |
| James                         | Tiana's vader                                                                                                  | Terrence Howard      | André Accord          | Ron Cornet               |
| Eudora                        | Tiana's moeder                                                                                                 | Oprah Winfrey        | Joanne Telesford      | Anne Mie Gils            |
| Georgia                       | Tiana's vriendin                                                                                               | Danielle Moné Truitt | Sarina Voorn          |                          |
| Reggie                        | ... | Ritchie Montgomery   | Alexander van Breemen | Bart Vanneste            |
| Darnell                       | Een kikkerjager                                                                                                | Don Hall             | Ruud Drupsteen        | Philippe Geubels         |
| Buford                        | De kok in Dukes restaurant                                                                                     | Michael Colyar       | Murth Mossel          | Door Van Boeckel         |
| Mr. Harvey Fenner             | Samen met zijn broer verkoper van het gebouw waar Tiana haar restaurant van wil maken.                         | Corey Burton         | Rob van de Meeberg    |                          |
| Mr. Henry Fenner              | Samen met zijn broer verkoper van het gebouw waar Tiana haar restaurant van wil maken.                         | Jerry Kernion        | Stan Limburg          |                          |
| Zanger Down in New Orleans    | Man die het eerste lied van de film zingt                                                                      | Dr. John             | Ruurd Boes            | Patrick Riguelle         |

De Nederlands regie werd gedaan door Beatrijs Sluijter. De vertaling werd gedaan door Hanneke van Bogget, die tevens de vertaling van de zang op haar nam. De regie van de zang werd gedaan door Marjolein Spijkers.
De Vlaamse regie en vertaling werd gedaan door Anne Mie Gils, die tevens ook de regie voor de zang en de vertaling voor de zang deed.
De overige stemmen in de Nederlandse versie zijn ingesproken door: Isaï Accord, Robert Blokland, Huub Dikstaal, Peter Dorst, Bas Keijzer, Lizemijn Libgott, Hero Muller, Jurre Ording, Beatrijs Sluijter, Vincent Vianen en Donna Vrijhof. Het Nederlandse koor bestaat uit Rich Ascroft, Danie Duzant, Tarif Heljanan, Erwin van Motman, Franky Rampen, Adriana Romijn, Pim Roos, May-Britt Scheffer, Debby Schreuder, Ingrid Simons en Sarina Voorn.